# پسیفیک وینگز
پسیفیک وینگز (به انگلیسی: Pacific Wings) یک شرکت هواپیمایی با کد یاتا LW است که در ۱۹۷۴ میلادی تأسیس شده‌است. دفتر مرکزی پسیفیک وینگز در میزا، آریزونا واقع شده‌است.